# Camariñas
Camariñas là một đô thị Tây Ban Nha ở tỉnh A Coruña, một cộng đồng tự trị của Galicia. Nó có diện tích 51.8 km², dân số 6502 (đánh giá 2004) và mật độ dân số 125.52 người/km²
43°7.98′B 9°11.1′T / 43,133°B 9,185°T
Bản mẫu:Costas